# Ынталы (Сауранский район)
Ынталы (каз. Ынталы) — село в Сауранском районе Туркестанской области Казахстана. Административный центр Сауранского сельского округа. Код КАТО — 512647100.

## Население
В 1999 году население села составляло 2644 человека (1389 мужчин и 1255 женщин). По данным переписи 2009 года, в селе проживало 2435 человек (1285 мужчин и 1150 женщин).